# Petite rivière Upsalquitch Sud-Est
Pour les articles homonymes, voir Upsalquitch.
La petite rivière Upsalquitch Sud-Est est un affluent de la rive Nord-Est de la rivière Upsalquitch Sud-Est, coulant entièrement dans la Paroisse de Balmoral, dans le comté de Restigouche, dans le Nord-Ouest du Nouveau-Brunswick, au Canada.

## Géographie
La petite rivière Upsalquitch Sud-Est prend sa source au pied (côté Sud) du « Black Top Mountain », dans le comté de Restigouche. Cette source est située en zone forestière à :
- 14,1 km au Nord-Est de la confluence de la petite rivière Upsalquitch Sud-Est;
- 20,4 km au Sud-Ouest de la confluence de la rivière Upsalquitch Sud-Est;
- 45,3 km au Sud-Est de la confluence de la rivière Upsalquitch;
- 38,5 km au Sud-Est du pont de Campbellton (Nouveau-Brunswick), enjambant la rivière Ristigouche.

À partir de sa source, la « petite rivière Upsalquitch Sud-Est » coule dans une petite en vallée entourée de hautes montagnes, sur 30,3 km selon les segments suivants:
- 6,8 km vers le Sud-Ouest, jusqu'à une courbe de la rivière;
- 5,6 km vers l’Ouest, jusqu'au Caribou Brook (venant du Nord);
- 6,7 km vers l’Ouest, jusqu'au Middle Brook;
- 0,4 km vers l’Ouest, jusqu'au Red Brook;
- 1,7 km vers l’Ouest, jusqu'au North Branch Akroyd Brook (venant du Nord-Ouest);
- 1,7 km vers le Sud-Ouest, jusqu'à un ruisseau (venant de l’Est);
- 7,4 km vers le Sud-Ouest, jusqu'à la confluence de la petite rivière Upsalquitch Sud-Est[1].

La « petite rivière Upsalquitch Sud-Est » se déverse dans une courbe de rivière sur la rive Nord-Est de la rivière Upsalquitch Sud-Est. La confluence de la « petite rivière Upsalquitch Sud-Est » est située à :
•	9,8 km au Sud-Est de la confluence de la rivière Upsalquitch Sud-Est;
•	40,9 km au Sud-Est de la confluence de la rivière Upsalquitch.